# Somatoliberyna
Somatoliberyna (ang. growth hormone-releasing hormone, GHRH) – organiczny związek chemiczny, neuropeptyd zbudowany z 44 aminokwasów. Jest hormonem wydzielanym przez neurony wyniosłości pośrodkowej podwzgórza i stymulującym przysadkę mózgową do wydzielania hormonu wzrostu (somatotropina; ang. growth hormone, GH).